# Melikats del Karabagh

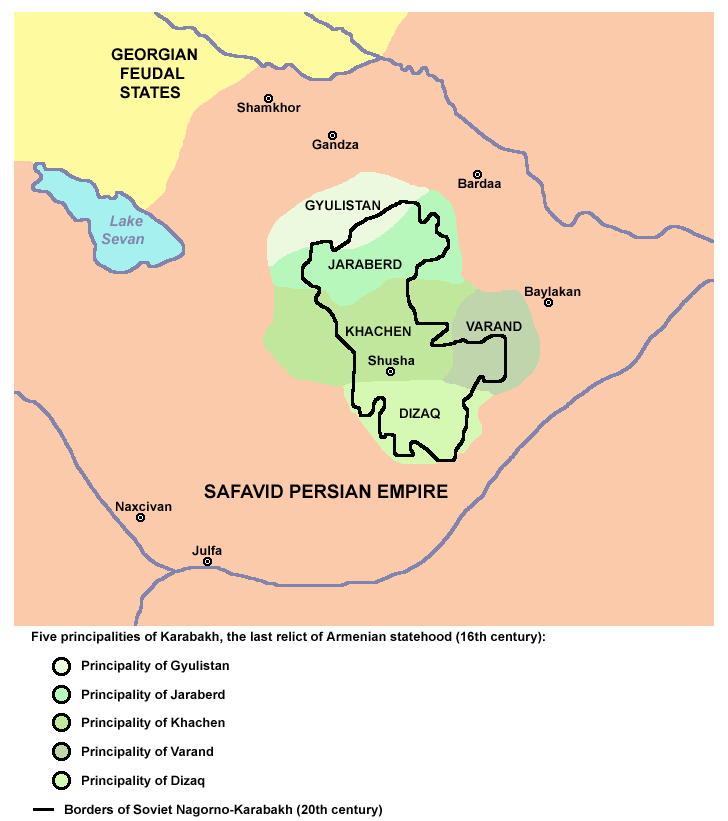
Els cinc melikats al

Els melikats del Karabagh foren set estats, anomenats "melikats" o "malikats" (de Melik  Մելիք, "príncep" de l'àrab malik, rei), a la regió del Karabakh i en part en el de la Siunia. Els principats foren Khatxèn, Gulistan, Jraberd, Varanda, Dizak, Tzar i Gardam; es tractava de principats autònoms que van subsistir fins a l'annexió de la regió per l'Imperi Rus a principis del segle xix i que s'originaren en el principat de Khatxèn, un antic estat feudal armeni que va ocupar la regió des del segle x.

## Història

### Origen
El desmembrament del principat de Khatxèn es va originar en el repartiment del seu territori entre els quatre fill de Hasan I el Gran, a la seva abdicació el 1182 (va morir el 1201). Els petits principats armenis es van beneficiar de la benevolència dels mongols abans de ser desposseïts de les seves terres i després ser restaurat per Jahan-Xah de la dinastia dels Kara Koyunlu després de 1441, passant després a l'estat dels safàvides el 1502.

### Període persa
El 1603/1606, el xa safàvida Abbas I el Gran va reconèixer la seva condició especial de semi-independència. Fins i tot es va animar a la presa de control del "Melikat de Varanda" per Xahanazar I de Geghan (1578-1608). Després del col·lapse de la dinastia safàvida i la resposta de l'Imperi Otomà al Caucas del sud, els melikats van gaudir després de l'aixecament de David Bek (mort al voltant de 1727) d'un curt període d'independència entre 1722 i 1730.
Nadir Shah va confirmar després l'autonomia de la regió sota el nom de Khamsa ("cinc") i va formar un petit principat en la qual va regnar el melik Avan o Yegan de Dizak (va morir el 1744) i, a continuació, com a sobirans titulars, els seus dos fils, Aram i Yesaï (aquest darrer va morir el 1781).
Els disturbis es van reprendre a l'Iran després de la mort de Nadir Shah i van permetre que el Khan del Karabagh, governador de la regió, obtingués la sobirania directa sobre els melikats armenis. La rivalitat entre els melikats, cadascun dels quals tenia una força d'entre 3.000 i 5.000 homes, els impedia convertir-se en una potència regional cristiana capaç d'oposar-se a l'islam, però la inestabilitat de Pèrsia els va acabar forçant a oblidar les seves dissensions i buscar ajuda en l'Imperi Rus i fins i tot a Occident.

### Adquisició de Rússia
Una nota de la cancelleria russa desembre del 1798 esmentada per Georges Burnotian descriu el repartiment dels melikats del Karabagh en el moment en què van buscar la protecció de l'Imperi Rus en contra d'Ibrahim Khalil Khan de Karabagh, fill de Panah Khan, que s'havia apoderat de Gandzasar i després havia fer empresonar i seguidament assassinar al patriarca Hovhannes Hasan Jalalyan i al melik Vakhtam de Dizak. Segons el document, els melikats estaven en la següent situació:
- "El primer melik és Jamshid fill de Shahnazar, i el districte rep el nom de Varanda; inclou la fortalesa de Shushi. El seu fill i yüzbasi (comandant subordinat del melik) estava en aquell moment a Sant Petersburg.
- El segon melik és Abov fill de Hovsep, i el districte rep el nom d'Ikirmidort amb la fortalesa de Gulistan. El melik s'havia refugiat amb molta gent del seu poble, a Geòrgia, on el melik formava part de la cort del rei Jordi XII. El seu nebot Fireydun estava a Sant Petersburg.
- El tercer melik és Rostom, fill del Yüzbasi Allahhverdov. Rostom regnava a Jraberd i aquest melikat es considerava com el més important dels cinc, però no presidia als prínceps, ja que Rostom només era regent pel fill del melik Mejlum (net del melik Adam) que era massa jove, i la direcció dels meliks requeia en Jamshi de Varanda.
- El quart melik és Abas, fill del melik Vakhtam; el districte rep el nom de Dizak.
- El cinquè melik és Allahverdi, fill del melik Mirza Khan; el districte rep el nom de Khatxèn.
- Tots els meliks anteriors tenien designat el seu yüzbasi o subordinat, que eren comandants hereditaris i rebien assignacions dels meliks."

Arran de la guerra russopersa (1804-1813), el xa de Pèrsia va haver de cedir als russos una gran part del sud del Caucas, incloent els kanats de Karabagh i de Gandja. El Tractat de Golestan (Gulistan) es va signar el 12 d'octubre de 1813 a la fortalesa de Gulistan al Karabagh (Artsakh) i fou la base de la presència russa al Caucas del Sud. Va portar a la desaparició gradual dels melikats i Catolicós de l'Albània del Caucas; el darrer catolicós', Sargis II Hasan Jalalyan (1794-1815), que va morir el 1828, va ser deposat el 1813.
La guerra russopersa (1826-1828) va acabar amb el Tractat de Turkmenchay que es va signar el 10 de febrer de 1828. Sota els termes de l'acord, els kanats d'Erevan i Nakhitxevan foren cedits a l'Imperi Rus. Aquesta adquisició complementava el control rus sobre l'Armènia oriental.

## Els melikats
La cronologia i filiacions dels meliks del Karabagh són incertes. Les llistes que segueixen són les utilitzades per Cyril Toumanoff en la seva obra.

### Melikat de Khatxèn
Els meliks de Khatxèn són esmentats per Tumanoff com els hasanjalàlides (Hasan-Jalalyan) i són els hereus directes de la branca major dels prínceps siuníkides de Khatxèn descendents de Jalal I Daula Hasan II (vers 1214 - 1265). El control dels hasanjalàlides s'estenia pel centre i nord de la regió del Karabakh al voltant de les fortaleses d'Akana i Haterk. La dinastia també monopolitzava la seu de l'Església d'Albània del Caucas, amb el seu catolicós, i el monestir i bisbat de Gandzasar, el lloc d'enterrament dels membres de la família.

#### Llista d'meliks
- Jalal I Dawla Hasan II (fill de Vakhtang II, rei d'Artsakh i de Baghk (Balk, Baghq) per matrimoni amb Sempan Mamkan, filla d'un príncep aranshahíkide de nom Mamkan que era rei de Baghk, 1214-1265/1266
- Atabek I (fill de l'anterior), 1265/1266-1289/1290
- Jalal II (fill de l'anterior), 1289/1290-1311 :
- Atabek II (fill de l'anterior), vers 1350
- Jalal III (fill de l'anterior), vers 1417
- Albast (fill de l'anterior), vers 1443
- Sayton/Aytun (fill de l'anterior), vers 1457
- Hatir, fill de Sayton/Aytun, 1457-1467
- Velidjan I (germà), 1467-1491
- Mehrab (fill de Hatir), vers 1520
- Jalal IV (fill), vers 1550
- Veldjan II (fill), vers 1590
- Baltasar (fill), vers 1630
- Veldjan III (fill), vers 16 ??- 1686
- Moulki I (germà), 1686-1716
- Gregori (fill), abat de Gandzasar, 1716-1747
- Allahverdi I (germà), executat per Panah Ali Khan del Karabagh, 1747- 1755
- Mirzabek Daniel, 1755-1775
- Allahverdi II Astuatsatur (fill), 1775-1813
- A Rússia, 1813

### Melikat de Dizak
Dizak fou governat pels membres de la família Avanian o Avànides. Descendien de Vasaces Simbaci, el fill segon de Hasan I el Gran, l'avi de Jalal I Dawla Hasan II, sent per tant una branca col·lateral de la dinastia Siuníkida. En el repartiment de Khatxèn van rebre les terre de la comarca de Ktish, després anomenat Dizak, és a dir el terç sud de Khatxèn, l'antic principat de Ktish-Baghk heretat per Jalal I Dawla Hasan II al segle xiii a través de la seva esposa Sempan Mamkan, dona del darrer príncep de Baghk, Mamkan.
La fortalesa principal dels Avànides fou la població de Togh, i els seus dominis incloien el monestir d'Amaras, un gran centre de pelegrinatge d'Aghuània i on suposadament va ser enterrat el sant Gregori, l'evangelitzador dels aghuans, net de Gregori l'Il·luminador. Aquest conjunt formava el Melikat de Dizak.

#### Llista de meliks Dizak
- 1261: Vakhtang I, fill de Vasaces-Simbaci
- 1280: Avan I, fill
- 1310: Gabriel, fill
- 1346: Abas I fill
- 1380: Ischkhan, fill
- 1411: Barkhutar, fill
- 1438: Jalal, fill
- 1478: Khumar/Qorkhmaz I, fill
- 1500: Velidjan, fill
- 1530: Papanicolau, descendent en sisena generació de Tomàs, fill d'Avan I
- 1566: Alam, fill
- 1566: Parschik, fill
- 1580: Sudjum fill
- 1600 - 1606: Avan II, fill
  - 1606 - 1716: annexió pels Ulubèkides-Scahnazàrides
- 1716 - 1744: Avan III o Yegan, besnet d'Avan II;
- 1744 - 1747: Aram, fill
- 1747 - 1781: Yesai I, germà
- 1781 - 1799: Bakhtam, fill d'Aram;
- 1799 - 1828: Abas II, fill.

### Melikat de Gulistan
Els meliks de Gulistan pertanyien a la casa de Beglarian o beglàrides, la tercera de les dinasties s'origen siuníkida de Khatxèn. És esmentada per Cyril Toumanoff com dinastia dels "Haykides-Aytínides-Abòvides-Beglàrides", que en resumeix força bé l'origen.
Afirma descendir del príncep Kara Grigor, és a dir, Gregori el Negre (vers 1205), el tercer fill de Hasan I el Gran i la seva dona Susa-Dop, filla del zacàrida Sargis II, de la casa dels Mkhargrdzeli-Zachariades o Zakarian. Els seus descendents, coneguts com a "Dop'eank" o "Dopian" van rebre l'anomenat Gulistan, a l'extrem nord de Karabagh, incloent la gran fortalesa d'aquest nom.

#### Llista de meliks de Gulistan
- Mort el 1632: Abov I el Negre
- 1632: Beglar I, fill
- Mort el 1728: Abov II el Coix, fill;
- 1728 - 1760: Thamraz, germà, pretendent
- 1728 - 1775: Josep I, fill d'Abov II
- 1775 - 1776: Beglar II Agha Josep II, fill
- 1776 - 1808: Abov III Agha, germà
- 1808 - 1808: Pridon, fill de Beglar II
- 1808 - 1808: Mines Beg, fill d'Abov III
- 1808 - 1826: Josep III, fill de Pridon.

### Melikat de Jraberd
La casa de meliks de Jraberd és l'única de les cinc dinasties principals de meliks que no és originària del Karabagh. Els meliks provenen d'un príncep de nom Proc que va servir sota el kan Hulagu. Segon Cyril Toumanoff també podrien estar relacionats amb la dinastia Siuníkida, i els anomena "Haykàzides-Israèlides", ja que derivarien del meliks de Zangezur a la regió de Vaiots Dzor.
Melik Haykaz (Isaïes) va anar al Karabagh el 1687, quan els hasanjalàlides li van donar l'antiga fortalesa de Khraberd en la confluència dels rius Terter i Terghin amb l'àrea circumdant.

#### Llista de meliks de Jraberd
- 1687 - 1725: Isaïes I
- 1725 - 1755: Allahquli Sultà, fill
- 1761 - 1780 / 1782: Adam I, fill
- 1780 / 1782 - 1796: Medjlum fill
- 1796 - ???? : Allahverdi I, germà (Allahverdian de la familia del atabekides)
- ???? - ???? Adam II, fill de Medjlum, nascut el 1785, 'de iure'
- 1800: Rostam, fill d'Allahverdi I, vice regent, 1796
- 1800: Rovscham, fill;
- 1800 - 1812: Allahverdi II, fill.
- 1812 - 1854: Vani I (Ivane Atabekian de la família dels atabèkides), 1766-1854

### Melikat Varanda
El melik Xahnazar I de Gegham (Gelarquniq) es va guanyar el favor dels sobirà safàvida Abbas I el Gran pel seu suport durant les expedicions d'aquest últim contra els principats georgians. És recompensat va obtenir del xa territoris addicionals: Varanda, Gardman, i el nord de Gulistan.
La casa Xahnazarian és esmentada per Cyril Toumanoff com "Haykides-Ulubèkides-Xahnazàrides"; va governar el melikat de Varanda, amb capital al poble d'Avetaranots. Governen sobre la part sud de Karabagh. Abbas I el Gran sembla haver segregat aquestes possessions del melikat de Khatxèn o del de Dizak.
A la segona meitat del segle xviii, el malik de Varanda Xahnazar III (1750-1791), després d'assassinar al seu germà i predecessor Hussein II, no va dubtar a aliar-se amb Panah Ali Khan, el cap dels javanshirs, una tribu de turcmans, durant una guerra contra els meliks armenis Adam I de Jraberd i Josep I de Gulistan, el que va portar a l'ocàs de l'autonomia dels melikats del Karabagh i l'establiment del Kanat de Karabagh.

#### Llista de meliks de Varanda
- 1261 - 1606: els meliks de Dizak
- 1606 - 1608: Xahnazar I de Geghan (des 1578-1608);
- 1608 - 1630: Mirza Beg, germà
- 1630 - 1644: Balin, fill
- 1644 - 1682: Xahnazar II, fill
- 1682 - 1736: Hussein I, fill
- 1736 - 1747: Mirza II Beg, fill o nebot
- 1747 - 1750: Hussein II, fill de Hussein I
- 1750 - 1791: Xhahnazar III, mig germà dels anteriors;
- 1791 - 1805: Hussein III, fill;
- 1791 - 1799: Jimsxed Beg, germà
- 1805 - 1822: Jahanbakhx, germà;
- 1822 - 1828: Khudud, fill de Jimxed

### Melikat de Gardam
D'acord amb Cyril Toumanoff són descendents com els Xahnazàrides, dels "Haykides-Ulubèkides-Xahnazàrides". El primer melik conegut fou Pir Hamza vers el 1549 fill d'Eliseu, al seu torn segon fill de Mirzadan el Just (vers 1490), un descendent de Shahinshah fundador de la dinastia de meliks de Gegham (Gelarquniq).

### Dinastes de Tzar
D'acord amb Cyril Toumanoff, els "dinastes de Tsar", dels que no dona ni cronologia ni filiació, són descendents d'un príncep de nom Hassan, cosí d'Abughugha i de Shahinschah, descendents del príncep Vasaces Simbaci i avantpassats respectius dels "Ulubèkides-Xahnazarides" i dels "Aytínides-Abòvides-Berglàrides". Robert Hewsen veu per la seva part una connexió amb els Dopian de la branca que ell anomena "Jahanxàhides".